# Красный террор в Евпатории

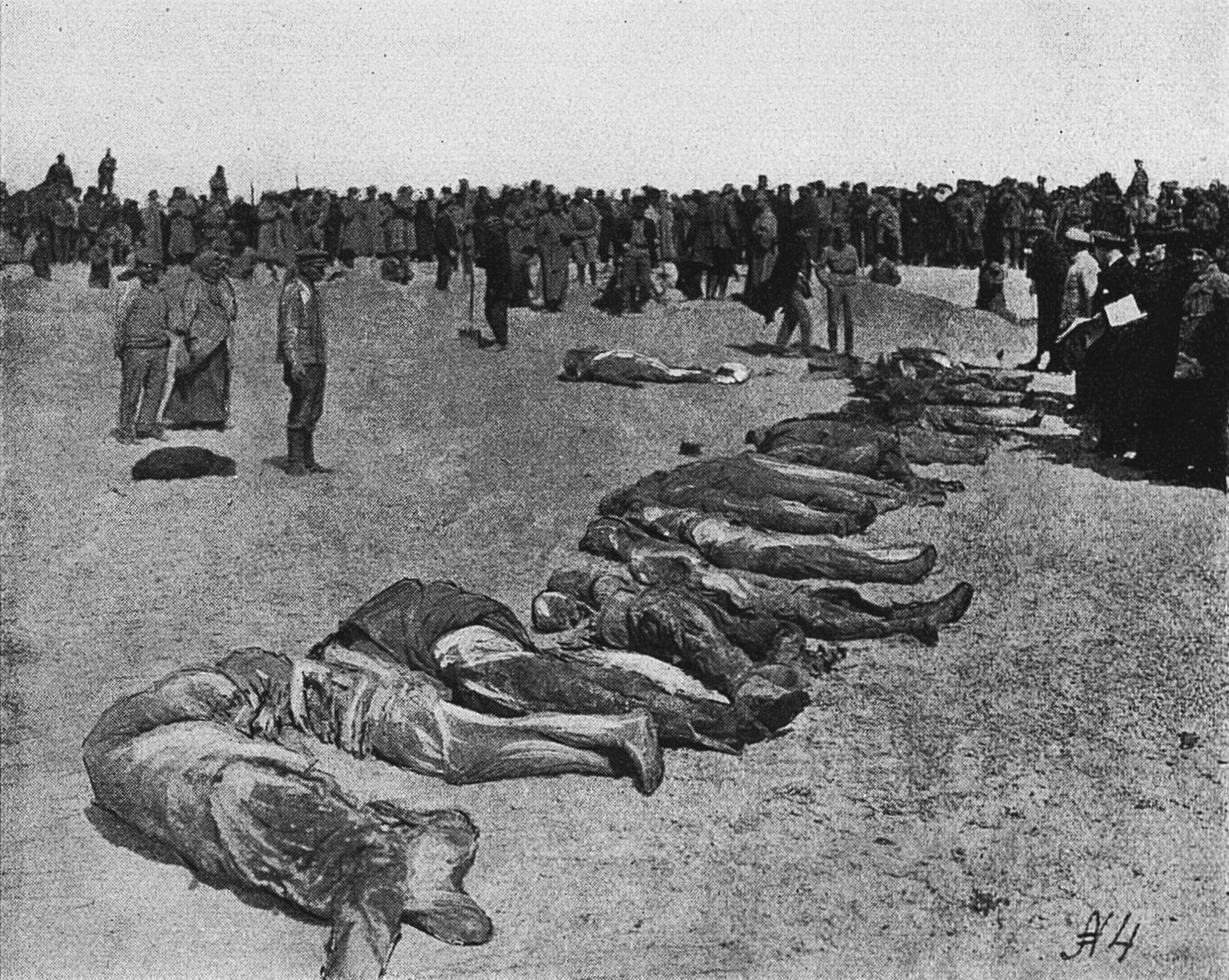
Тела казнённых во время «варфоломеевских ночей» в Евпатории, выброшенные на берег летом 1918 года

Кра́сный терро́р в Евпато́рии — красный террор, проводившийся в Евпатории в 1917—1921 годах в периоды становления и господства Советской власти. Историки отдельно выделяют две вспышки красного террора: первый — зимой 1917—1918 годов в первые месяцы после Октябрьской революции, второй — с ноября 1920 по конец 1921 годов, после окончания Гражданской войны на Юге России. 
При этом Евпатория стала единственным городом Крыма, в котором террор 1918 года открыто проводился местной большевистско-левоэсеровской верхушкой, а не только пришлыми матросами Черноморского флота и безвестными городскими люмпенами.

## Террор зимы 1917—1918 годов

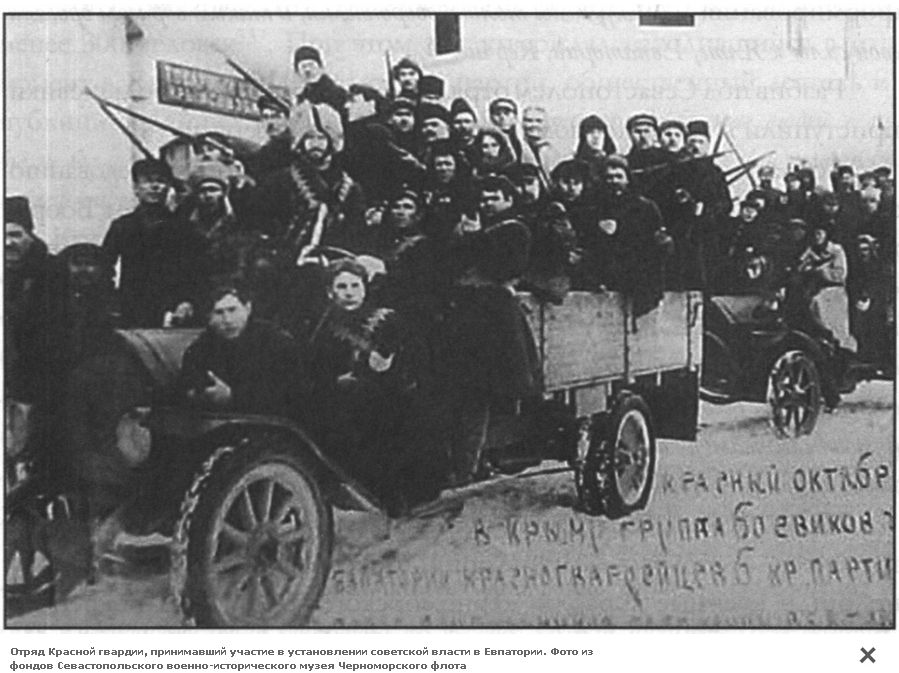
Красногвардейцы в Евпатории. Зима 1918 года

### «Варфоломеевские ночи» января 1918 года
Евпатория стала ареной гражданской войны ещё с двадцатых чисел декабря 1917 года. Большевизированный евпаторийский гарнизон разоружался национальными частями крымских татар — «эскадронцами», — верными Совету народных представителей (краевому правительству) и офицерской дружиной, под командованием полковника А. Н. Выграна и штабс-капитана Новицкого, в которую записалось до ста пятидесяти офицеров, проживающих в Евпатории. Общее число местных большевиков и «сочувствующих», включая членов РСДРП(б), в расквартированных в Евпатории воинских частях доходило до трёхсот. Современник вспоминал: 

Кому в то время принадлежала власть в Евпатории, сказать трудно: одновременно заседали и советы, и ревкомы, существовали какие-то остатки городской думы, были заметны татары — из Симферополя прибыли и важно похаживали эскадронцы в малиновых чикчирах и чёрных каракулевых шапках.
26 декабря 1917 года (8 января 1918 года) Севастопольский ревком, претендовавший на власть во всём Крыму, послал телеграмму Совету народных представителей с требованием передать всю власть в Евпатории местным ревкому и совету солдатских и рабочих депутатов. Тот ответил отказом, заявив, что власть на всей территории Крыма в военном отношении принадлежит Штабу крымских войск, сформированному Советом народных представителей. Столкновение становилось неизбежным.
Офицерская дружина Евпатории между тем разоружала расположенные в городе воинские части и сформированные отряды Красной гвардии. При этом было расстреляно несколько арестованных красногвардейцев. 13 (26) января 1918 года неизвестными был жестоко убит (после истязаний живьём закопан в пляжный песок) председатель евпаторийского совета Д. Л. Караев. Как только об этом стало известно (его труп утром обнаружил проезжавший мимо на велосипеде почтальон), один из Евпаторийских большевиков был отправлен в Севастополь с информацией, что в городе началось избиение революционеров и с просьбой прислать вооружённую силу для подавления контрреволюции. На следующий день, 14 (27) января 1918 года, на транспортном судне «Трувор», гидрокрейсере «Румыния», буксирах «Геркулес» и «Данай» на рейд Евпатории из Севастополя прибыл отряд революционных матросов и красногвардейцев числом до полутора тысяч. Город в течение примерно сорока минут обстреливался из орудий гидрокрейсера, затем на берег был высажен десант примерно в тысячу бойцов. Эскадронцы и офицеры покинули Евпаторию с началом боевых действий. Город перешёл под контроль севастопольского отряда и местных большевиков.
В городе начались аресты «контрреволюционеров» — офицеров, представителей имущих классов, дворян, всех тех, на кого указывали местные люмпены, часто с единственной целью свести счёты за прошлые личные обиды. В поисках оружия матросы вламывались в дома и выносили оттуда всё ценное. Сопротивлявшихся убивали на месте. Арестованных отводили на причал в здание Русского общества пароходства и торговли, откуда после краткого опроса свозили на транспорт «Трувор». Несмотря на протесты части севастопольского руководства (Ю. П. Гавен, Н. А. Пожаров), по требованию Ж. А. Миллера, а также евпаторийских революционных активистов Н. М. Дёмышева, Кебабьянца (в других источниках Х. Г. Кебабчианца), членов семьи Немич, террор в Евпатории принял крайние и совершенно дикие формы.
Первыми погибли все захваченные члены офицерской дружины, числом в 46 человек. Они со связанными руками были выстроены вдоль борта транспорта «Трувор», и один из матросов, проходя мимо строя офицеров, ногой сбрасывал их в зимнее Чёрное море. Эта расправа была видна с берега, на котором собрались семьи казнимых, которые наблюдали эту сцену — «всё плакало, кричало, молилось, но матросы только смеялись».
Была сформирована «судебная комиссия», в которую вошли члены семьи Немич (сёстры Антонина, Варвара, Юлия, муж Юлии и сожитель Антонины). Комиссия заседала на борту транспорта «Трувор», рассматривая дела арестованных и решая их судьбы. На «Трувор» со всей Евпатории свозили арестованных. Председательствовавший на заседаниях комиссии командир «Румынии», матрос Федосеенко, любил повторять: «Все с чина подпоручика до полковника — будут уничтожены». Всего за три дня 15—17 января 1918 года (старого стиля) было арестовано около восьмисот человек, из них казнено и утоплено до трёхсот. Казни с ужасающей жестокостью производили на борту транспорта «Трувор» и гидрокрейсера «Румыния». Вот как со слов очевидца казни на «Труворе» описал историк С. П. Мельгунов: 

перед казнью, по распоряжению судебной комиссии, к открытому люку подходили матросы и по фамилии вызывали на палубу жертву. Вызванного под конвоем проводили через всю палубу мимо целого ряда вооружённых красногвардейцев и вели на так называемое «лобное место» (место казни). Тут жертву окружали со всех сторон вооружённые матросы, снимали с жертвы верхнее платье, связывали верёвками руки и ноги и в одном нижнем белье укладывали на палубу, а затем отрезали уши, нос, губы, половой член, а иногда и руки и в таком виде жертву бросали в воду. После этого палубу смывали водой и таким образом удаляли следы крови. Казни продолжались целую ночь, и на каждую казнь уходило 15-20 минут. Во время казни с палубы в трюм доносились неистовые крики и для того, чтобы их заглушить транспорт «Трувор» пускал в ход машины и как бы уходил от берегов Евпатории в море.
По показаниям выживших свидетелей, данных следствию, проводимому Крымским правительством М. А. Сулькевича летом 1918 года, особо изощрённым садизмом отличался так и не установленный и не найденный «севастопольский рыбак Павка», который кинжалом отрезал у жертв перечисленные выше части тела.
Одновременно с арестами и массовыми экзекуциями в городе проходил банальный грабёж имущего населения, прикрытый лозунгами «для нужд революции», «национализации», «военной необходимости». Сохранились документы, свидетельствующие о том, что и в бессудных расправах над «буржуазией», и в посягательствах на имущество зажиточных горожан, активно участвовали одни и те же лица. В частности, матрос Федосеев фигурирует в жалобе от 23 января 1918 года в адрес Евпаторийского ВРК от И. Табачника, работника обувного магазина Я. Агинского, который просил ВРК компенсировать стоимость «…всех мужских ботинок… 7 пар. Они были забраны…, приказав предоставить счёт в Революц. Комитет; на просьбу о выдаче мне расписки мне ответили что не нужно так как в комитете будет обо всём сообщено товарищем Федосеенко». Схожее заявление спустя два дня (25 января 1918 года) поступило в ВРК от владельца модно-галантерейного магазина З. А. Камцона, который просил ВРК компенсировать ему стоимость реквизированного у него товара (перчаток, носков и фуражек) на суму 713 рублей 50 копеек.
После того, как Евпаторию покинули севастопольцы, эстафету террора продолжили местные активисты. Местом расстрелов стала городская свалка или просто ночные улицы прямо возле домов, где проживали жертвы. В ночь на 24 января (6 февраля) 1918 года из евпаторийской тюрьмы были вывезены на автомобилях и расстреляны девять арестантов, среди которых были граф Н. В. Клейнмихель, гимназист Евгений Капшевич, офицеры Борис и Алексей Самко, Александр Бржозовский.

Эти события так потрясли современников своей необъяснимою жестокостью, что даже в XXI веке отголоски их наблюдаются в российском тюремном фольклоре — исследователь этого жанра Екатерина Ефимова переписала слова стихотворения из альбома одного из воспитанников Можайской воспитательно-трудовой колонии, в котором были такие строки:
Судно сталыпин, транспорт-трувор

Крымский январь и расстрелы

Делит лично судья приговор

Воров на убитых, а блядей на белых

…

Страшно и холодно в этом году

Стоим на — труворе —

Словно в крови, в поминальной заре

Чёрное море

### Вспышка террора в феврале 1918 года
К концу января 1918 года финансовая жизнь на полуострове пришла в полный упадок. Крымская казна была пуста. Рабочим, морякам флота и служащим было нечем платить заработную плату, не на что закупать продовольствие и прочее. Большевистские ревкомы, которым де-факто принадлежала власть, решили применить «контрибуции» — определённые и громадные суммы, которые в весьма ограниченный срок должны были вносить в пользу советов поименованные ими лица, отдельные социальные группы («буржуи»), целые административные единицы. Евпаторийская буржуазия была обложена пятью миллионами рублей. Внести такую огромную сумму было физически невозможно. Тогда стали брать заложников, как гарантов исполнения контрибуции, из числа родственников тех, кто должен был её вносить. Невыполнение контрибуций послужило одним из поводов к бессудным расправам, произошедшим по всему Крыму в последней декаде февраля 1918 года.
Непосредственным толчком к новому витку террора послужил декрет Совета народных комиссаров «Социалистическое отечество в опасности!», от 21 февраля 1918 года в связи с началом германского наступления на разрушенном демобилизацией Русской армии Восточном фронте. Декрет возвращал смертную казнь, отменённую II съездом Советов. Причём правом бессудного расстрела наделялись красногвардейцы. Вот характерные выдержки: «6) В эти батальоны должны быть включены все трудоспособные члены буржуазного класса, мужчины и женщины, под надзором красногвардейцев; сопротивляющихся — расстреливать.… 8) Неприятельские агенты, контрреволюционные агитаторы, германские шпионы расстреливаются на месте преступления». В дополнение к общему декрету, широко растиражированному советской печатью Крыма, Черноморскому Центрофлоту пришла отдельная телеграмма от члена коллегии народного комиссариата по морским делам Ф. Ф. Раскольникова, которая предписывала «искать заговорщиков среди морских офицеров и немедленно задавить эту гидру». Декрет и телеграмма упали на подготовленную почву.
В ночь на 1 марта 1918 года в Евпатории исчезло 30—40 местных богачей и семеро или восьмеро офицеров. Как оказалось впоследствии они были тайно были вывезены за город и расстреляны на берегу моря по указанию большевиско-левоэсеровских евпаторийских властей. Но официально в похищении людей были обвинены анархисты. Тела убитых были найдены в общей могиле уже после ликвидации в Крыму советской власти. Среди тел были тела со следами пыток (у помещика и благотворителя Э. И. Брауна), с обрубленными конечностями (у помещика и общественного деятеля А. М. Сарача, нотариуса И. А. Коптева) и головами (у помещика А. К. Капари). Было установлено, что перед расстрелом жертв раздевали до нижнего белья, выстраивали в ряд у выкопанной могилы и убивали разрывными пулями, добивая штыками. Были и похороненные заживо.
Подобные экзекуции, но в меньших масштабах, производились и в другие мартовские ночи. В январе — марте 1918 года в Евпатории, которая по Крымским меркам считалась небольшим городом, было репрессировано около тысячи жителей.

### Расследование преступлений и наказание виновных
События, произошедшие в Евпатории, стали широко известны далеко за пределами Крыма: о них с негодованием писала небольшевистская пресса Юга России, отрицательную оценку им дал писатель Максим Горький. Правительство Сулькевича начало расследование о массовых убийствах зимой 1918 года в Евпатории после того, как 25 июня 1918 года море начало выбрасывать на берег трупы погибших (судебно-медицинский осмотр трупов зафиксировал следы удушения, отрубленные конечности, головы, рваные раны, простреленные головы). Свидетелей убийств, облав и грабежей оказалось достаточно. Всего в обвиняемых проходило 88 человек, но большинство из них не были найдены на территории Крыма. Удалось задержать ряд представителей советской власти в Евпатории — Семёна, Антонину, Юлию, Варвару Немич, Х. Г. Кебабцианц и Н. М. Дёмышева, организовавшего мартовские убийства. В ходе проводимого следствия их содержали в начале в евпаторийской, а затем в симферопольской тюрьме в относительно хороших условиях — были разрешены свидания с родственниками, продуктовые передачи, собственное постельное бельё. В связи с угрозой наступления на Крым Красной армии в марте 1919 года было решено переместить заключённых из Симферополя в Керчь. Девятнадцать заключённых, в том числе арестованные по делу об евпаторийских казнях, были 14 марта 1919 года погружены в арестантский вагон и поездом отправлены в Керчь. В ночь на 18 марта 1919 года вагон с арестантами на станции Ойсул был отцеплен от основного поезда, отогнан на запасные пути и расстрелян из пулемётов. Все находящиеся в вагоне погибли. Официальным оправданием стало то, что заключённые «были убиты при попытке разоружить конвой». Бессудное убийство было осуждено демократической общественностью Крыма.И по сей день существуют в Евпатории улицы, названные в честь Н. М. Дёмышева и Немичевых, которые были названы так в годы Советской власти.

### Память
Памятный крест жертвам красного террора зимы 1918 года установлен на территории храма святого Илии. На пьедестале креста установлена мемориальная табличка с надписью: «Поставлен сей Честный Крест во имя Святые Троицы в память о 40 расстрелянных и 800 казнённых большевиками на кораблях „Трувор“ и „Румыния“ в Евпатории в марте 1918 года и всех новомученников во время лютых гонений за веру и Отчизну пострадавших. Благословением митрополита Симферопольского и Крымского Лазаря, усердием настоятеля храма протоиерея Георгия Куницына в ноябре 2009 г. Святые подвижники благочестия, молите Бога о нас!»

## Террор конца 1920—1921 годов
События в Евпатории этого времени, в отличие от происходившего в других крымских городах, не освещены в воспоминаниях современников. Единственным источником, проливающим свет на трагедию, являются материалы обнаруженных в архивах следственных дел репрессированных.
Во время эвакуации Русской армии из Евпатории на чужбину отправились около 8000 военнослужащих и гражданских беженцев. 13 ноября 1920 года власть в городе перешла к Военно-революционному комитету. «Для охраны внутреннего порядка» из местных рабочих и отпущенных пленных красноармейцев были организованы вооружённые отряды. На следующий день в Евпатории появились первые разъезды красных, а 15 ноября 1920 года Евпатория была взята частями 1-й конной армии, Латышской и 30-й стрелковой дивизий 6-й армии Южного фронта. Красная армия не встретила никакого сопротивления, хотя в городе оставалось ещё множество частей и отдельных военнослужащих Русской армии, которые не смогли или не пожелали эвакуироваться, так как предпочли сложить оружие и сдаться, поверив обещаниям амнистии, распространяемым красным командованием.
17 ноября 1920 года во всех городах «освобождённого» Крыма был вывешен приказ № 4 Крымревкома об обязательной регистрации в трёхдневный срок иностранцев, лиц прибывших в Крым в периоды отсутствия там советской власти, офицеров, чиновников и солдат армии Врангеля. За небольшим исключением, все категории лиц, указанных в приказе, подчинились ему, заполнили анкеты и тут же были арестованы. На тех же, кто не явился на регистрацию, в городе были устроены методичные облавы и обыски домов, первые из которых были произведены 24 и 25 ноября 1920 года, причём было арестовано до сотни человек. Подозрительных лиц помещали в городскую тюрьму. Массовые расстрелы арестованных начались уже через несколько дней. Репрессии в Евпатории проводили Особый отдел 46-й стрелковой дивизии, Евпаторийская ЧК, местный ревком, чрезвычайные «тройки» особых отделов ВЧК при Реввоенсоветах 6-й и 2-й Конной армий, Особый отдел «Побережья Черного и Азовского морей».
Расстрелы проводились следующим порядком: обречённым приказывали раздеться, выстраивали в шеренгу перед общей могилой, давали по ним залп из винтовок, и наскоро забрасывали яму с телами пригоршнями мерзлой земли. Иногда расстреливаемые оказывались только ранены, и им удавалось выбраться могилы. Дальнейшая судьба этих выживших могла сложиться по-разному, но в основном их всё равно ждала смерть. Исследователь Д. В. Соколов приводит следующий пример как характерный из подобных. Подполковник Русской императорской армии Василий Быкодоров был мобилизован в 1919 году во ВСЮР, вместе с остатками ВСЮР эвакуировался в Крым, обосновался в Евпатории. В Русской армии Врангеля уже не служил, за границу также не выехал. Во время регистрации зарегистрировался под вымышленной фамилией Бикабаров и указал, что служил во ВСЮР. Как Бикабаров был 15 декабря 1920 года был арестован Особым отделом 30-й стрелковой дивизии. Через 12 часов после ареста был приговорён к расстрелу, приговор приведён в исполнение немедленно. Шеренгу, в которой стоял Быкодоров, расстреливали последней. Быкодоров впоследствии рассказал: «Когда раздался залп, я упал. Нас закидали сверху землей. Утром я почувствовал, что не ранен, вылез из земли». У Быкодорова имелись другие документы на имя Василия Кошеля, крестьянина Тираспольского уезда Бессарабии. Он воспользовался этими документами и с помощью своих знакомых, знавших его как Кошеля, 20 января 1921 года смог получить в милиции временное удостоверение на имя Кошеля, взамен изношенного. С этим документом он вновь явился на регистрацию 2 февраля 1921 года. Но 9 марта 1921 года он опять был арестован уже как Кошель. Уже зная, что означает арест, бывший подполковник попытался бежать, но был ранен в ногу. Отвечая на вопрос следователя о причине попытки побега, арестованный говорил: «Не помню, после той ночи, когда меня расстреливали, со мной начались припадки, и, вероятно, испугался при воспоминании той ночи, решил бежать». После недолгого следствия «тройка» Особого отдела Черного и Азовского морей под председательством Чернобрового 9 апреля 1921 года постановила: «Быкодорова Василия Васильевича за службу в белой армии, проживание по подложному документу и как бывшего подполковника, приговоренного к расстрелу уже ранее, как врага трудового народа расстрелять». Приговор был приведен в исполнение в этот же день.
Помимо расстрелов применялись и другие виды репрессий – высылка из Крыма и заключение в концентрационный лагерь. Особенно активно эти меры стали применяться после того, как основная масса врагов была уже уничтожена —  с весны 1921 года. В мае 1921 года была объявлена амнистия, в результате которой многие находившиеся в заключении были отпущены на свободу.

### Палачи
В конце 1920 года расстрельные приговоры выносила чрезвычайная тройка особого отдела ВЧК при Реввоенсовете 6-й армии в составе председателя Н. М. Быстрых и членов Степпе и С. А. Брянцева.

### Жертвы
Местные жители:
- Супруги Александр и Анна Гасс —  он «за службу трубачом» в полку Белой армии, она — «за содействие мужу в борьбе с советской властью»;
- Макаренко Прокопий (1866—1920) — полковник в отставке. В Гражданской войне участия не принимал;
- Пиотровская Антонина (1902—1920) — учительница, расстреляна «за содействие и сочувствие Белой армии»;
- Подольская Клавдия (1900—1920) — учительница, расстреляна «за содействие и сочувствие Белой армии»;
- Сапунов Пётр (1851—1920) — полковник в отставке. В Гражданской войне участия не принимал;

Медперсонал:
- Курбатская Мария Петровна (1904—2.12.1920), санитарка отделения тяжёлых раненых госпиталя 91-го полка 2-й конной армии, уроженка села Высокощепинцы, Черниговской губернии, проживала в госпитале Красного Креста в Евпатории. 25 ноября 1920 года арестована по обвинению «в выдаче коммунистов» белым в 1919 году. Обвинения отрицала, но всё равно была приговорена к расстрелу. В её архивном деле сохранился редкий документ — рапорт исполнителя об исполнении приговора: «Репорт. Ночальнику политштаба 002 — Конармии. Доношу согласно вашего личного указания о расстреле М. Курбатской что мною Курбатскую росстреляно в 23 ч. 50 мин. 2.XII-20. Красноармеец Рубежов»[16];

Священнослужители:
- Кудринский Пётр (?—9.4.1921), уроженец Подольской губернии, священник при лазарете, арестован «за антисоветскую агитацию»;
- Сластовников Владимир (1846—5.1.1921) — «за публичное осуждение репрессий» в Евпатории.

Представители советской власти:
- Коверков Павел (?—7.1.1921), заместитель начальника евпаторийской милиции, был арестован и расстрелян за то, что при Врангеле работал секретным сотрудником сыскного отделения Евпатории.

Расстреливали не только «классовых врагов», но и «своих» —  рабочие евпаторийских предприятий и рядовые военнослужащие Русской армии, призванные по мобилизации, «простых солдат, служивших из-за куска хлеба и не разбиравшихся в политике», которые не собирались никуда эвакуироваться, так как были уверены, что им не угрожает месть советской власти.

## В культуре
О революционных событиях 1917—1920 гг. в Евпатории в аллегорической форме повествуется в романе «Мы живые» американской писательницы российского происхождения Айн Рэнд, которая жила в Евпатории в 1919—1921 годах и была свидетельницей тех страшных событий.